# Snowboard ai XX Giochi olimpici invernali
Le gare di snowboard ai XX Giochi olimpici invernali, che si svolsero nel 2006 a Torino (Italia), si disputarono dal 12 al 23 febbraio sulle piste dello Snowpark Olimpico di Bardonecchia.

## Gare maschili

### Halfpipe
Bardonecchia - 12 febbraio 2006
| Pos. | Atleta         | Nazione     | Punteggio | I manche | II manche |
| 1    | Shaun White    | Stati Uniti | 46,8      | 46,8     | 26,6      |
| 2    | Daniel Kass    | Stati Uniti | 44        | 20,8     | 44        |
| 3    | Markku Koski   | Finlandia   | 41,5      | 41,5     | 31,4      |
| 4    | Mason Aguirre  | Stati Uniti | 40,3      | 40,3     | 37,1      |
| 5    | Anti Autti     | Finlandia   | 39,1      | 28,2     | 39,1      |
| 6    | Gary Zebrowski | Francia     | 38,6      | 38,6     | 29,5      |

### Snowboard cross
Bardonecchia - 16 febbraio 2006
| Pos. | Atleta             | Nazione     |
| 1    | Seth Wescott       | Stati Uniti |
| 2    | Radoslav Židek     | Slovacchia  |
| 3    | Paul-Henri Delerue | Francia     |
| 4    | Jordi Font         | Spagna      |
| 5    | Jasey-Jay Anderson | Canada      |
| 6    | Jason R. Smith     | Stati Uniti |

### Slalom Gigante parallelo
Bardonecchia - 22 febbraio 2006
| Pos. | Atleta            | Nazione  |
| 1    | Philipp Schoch    | Svizzera |
| 2    | Simon Schoch      | Svizzera |
| 3    | Siegfried Grabner | Austria  |
| 4    | Mathieu Bozzetto  | Francia  |
| 5    | Heinz Inniger     | Svizzera |
| 6    | Dejan Kosir       | Slovenia |

## Gare femminili

### Halfpipe
Bardonecchia - 13 febbraio 2006
| Pos. | Atleta           | Nazione     | Punteggio | I manche | II manche |
| 1    | Hannah Teter     | Stati Uniti | 46,4      | 44,6     | 46,4      |
| 2    | Gretchen Bleiler | Stati Uniti | 43,4      | 41,5     | 43,4      |
| 3    | Kjersti Buaas    | Norvegia    | 42,0      | 40,9     | 42,0      |
| 4    | Kelly Clark      | Stati Uniti | 41,1      | 41,1     | 38,1      |
| 5    | Torah Bright     | Australia   | 41,0      | 17,0     | 41,0      |
| 6    | Elena Hight      | Stati Uniti | 37,8      | 29,4     | 37,8      |

### Snowboard cross
Bardonecchia - 17 febbraio 2006
| Pos. | Atleta             | Nazione     |
| 1    | Tanja Frieden      | Svizzera    |
| 2    | Lindsey Jacobellis | Stati Uniti |
| 3    | Dominique Maltais  | Canada      |
| 4    | Maëlle Ricker      | Canada      |
| 5    | Mellie Francon     | Svizzera    |
| 6    | Maria Danielsson   | Svezia      |

### Slalom Gigante parallelo
Bardonecchia - 23 febbraio 2006
| Pos. | Atleta               | Nazione     |
| 1    | Daniela Meuli        | Svizzera    |
| 2    | Amelie Kober         | Germania    |
| 3    | Rosey Fletcher       | Stati Uniti |
| 4    | Doris Guenther       | Austria     |
| 5    | Ekaterina Tudegeševa | Russia      |
| 6    | Julie Pomagalski     | Francia     |

## Medagliere
| Pos.   | Paese       | Oro | Argento | Bronzo | Totale |
| ------ | ----------- | --- | ------- | ------ | ------ |
| 1      | Stati Uniti | 3   | 3       | 1      | 7      |
| 2      | Svizzera    | 3   | 1       | 0      | 4      |
| 3      | Germania    | 0   | 1       | 0      | 1      |
| 3      | Slovacchia  | 0   | 1       | 0      | 1      |
| 5      | Austria     | 0   | 0       | 1      | 1      |
| 5      | Canada      | 0   | 0       | 1      | 1      |
| 5      | Finlandia   | 0   | 0       | 1      | 1      |
| 5      | Francia     | 0   | 0       | 1      | 1      |
| 5      | Norvegia    | 0   | 0       | 1      | 1      |
| Totale | Totale      | 6   | 6       | 6      | 18     |